# Parafia Świętych Apostołów Piotra i Pawła w Giżycach
Parafia Świętych Apostołów Piotra i Pawła w Giżycach – parafia rzymskokatolicka znajdująca się w diecezji łowickiej, w dekanacie Sochaczew – Matki Bożej Nieustającej Pomocy.
Parafia liczy 1964 wiernych.

## Proboszczowie
Źródło: strona internetowa parafii:
- ks. Grzegorz Zawalski (1790–1809)
- ks. Karol Weinreich (1810–1815)
- ks. Maciej Jastrzębski (1816–1826)
- ks. Albert Głuchowski (1827–1829)
- ks. Marcin Moszczyński (1830–1830)
- ks. Leonard Moszczyński (1831–1833)
- ks. Stanisław Turkowski (1834–1837)
- ks. Benedykt Malina (1838–1839)
- ks. Norbert Michniewicz (1840–1842)
- ks. Ksawery Żak (1843–1843)
- ks. Norbert Michniewicz (1844–1845)
- ks. Stanisław Wiśniewski (1846–1846)
- ks. Piotr Suliński (1847–1891)
- ks. Bolesław Rażmo (1892–1901)
- ks. Józef Ojrzanowski (1902–1915)
- ks. Eustachy Krocin (1915–1917)
- ks. Wacław Brajtenwald (1916–1917)
- ks. Kazimierz Kwieciński (1918–1920)
- ks. Władysław Szczurkiewicz (1921–1926)
- ks. Henryk Wesołowski (1927–1932)
- ks. Aleksander Stypułkowski (1932–1935)
- ks. Stanisław Laudy (1935–1937)
- ks. Jan Szczepański (1937–1942)
- vacat
- ks. Wacław Piejka (1945–1955)
- ks. Henryk Komorowski (1955–1955)
- ks. Bolesław Myczka (1955–1959)
- ks. Henryk Makowski (1959–1960)
- ks. Jerzy Bednarowicz (1960–1967)
- ks. Stefan Kankiewicz (1967–1974)
- ks. Marian Prus (1974–1978)
- ks. Andrzej Kamiński (1978–1983)
- ks. Jan Kulesza (1983–1984)
- ks. Mieczysław Siemaszko (1984–1988)
- ks. Ludwik Wieczorek (1988–2004)
- ks. Tomasz Jackowski (2004–2017)
- ks. Rafał Banasiak (2017–2021)
- ks. Bogumił Bartlewski (od 2021)

## Zasięg parafii
Do parafii należą wierni z następujących miejscowości: Antosin, Giżyce, Giżyczki, Helenów, Henryków, Janów, Piotrów, Sarnów, Skutki, Wężyki.